# Strączyniec cewiasty

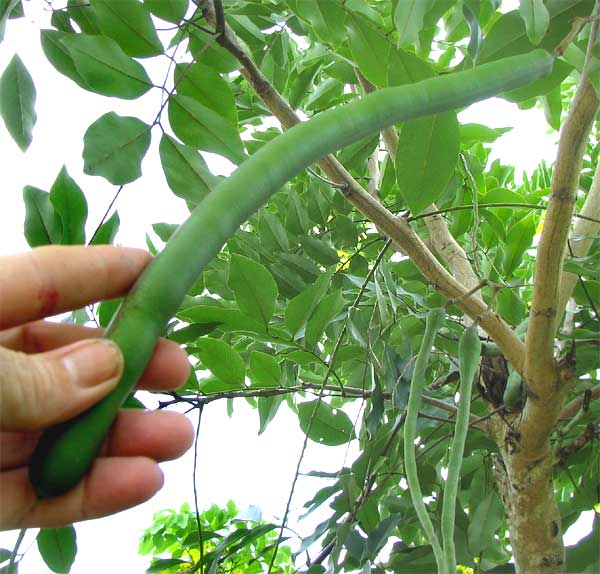
Niedojrzały owoc

Strączyniec cewiasty (Cassia fistula) – gatunek drzewa z rodziny bobowatych (Fabaceae) z podrodziny brezylkowych (Caesalpinioideae). Pochodzi z Półwyspu Indyjskiego. Uważany jest za narodowe drzewo Tajlandii oraz drzewo stanu Kerala w Indiach.

## Morfologia
PokrójSzybko rosnące drzewo, osiągające do 20 m wysokości
LiścieDługości 15–60 cm, parzysto pierzaste, złożone z 4–7 listków..
KwiatyŻółte, pachnące, 4–7 cm średnicy, zwisające w długich gronach. Kwiaty mają 5 działek kielicha, 5 nierównych płatków korony, 1 słupek i 1o nierównych pręcików. Zakwita późną wiosną
OwoceBrązowy, nierozpadający się strąk długości do 60 cm. W środku podzielony jest na komory, w każdej znajduje się po 1 nasionie. Nasiona są trujące

## Zastosowanie
- Sadzony powszechnie w tropikach jako drzewo ozdobne ze względu na obfite kwiaty.
- Miąższ owoców jest słodki. Jest jadalny.
- Miąższ wykorzystywany jest w celach medycznych w indyjskiej tradycji ajurwedy. Ma łagodne właściwości przeczyszczające.
- Cenione jest także bardzo mocne i trwałe drewno.
- Kora wykorzystywana jest do garbowania skór.

## Znaczenie w hinduizmie
- Kwiaty wykorzystywane są w rytuałach hinduistycznych w Kerali, związanych ze świętem Vishu.

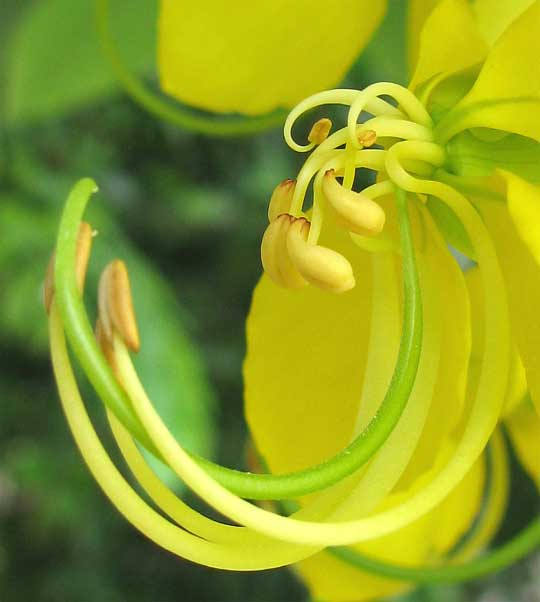
Kwiat w zbliżeniu